# Nuoto ai campionati mondiali di nuoto 2017 - 200 metri farfalla maschili
La gara di nuoto dei 200 metri farfalla maschili dei campionati mondiali di nuoto 2017 è stata disputata il 25 luglio e il 26 luglio presso la Duna Aréna di Budapest. Vi hanno preso parte 44 atleti provenienti da 39 nazioni.
La competizione è stata vinta dal nuotatore sudafricano Chad le Clos, mentre l'argento e il bronzo sono andati rispettivamente all'ungherese László Cseh e al giapponese Daiya Seto.

## Medaglie
| Posizione | Atleta       | Nazionalità |
| --------- | ------------ | ----------- |
| Oro       | Chad le Clos | Sudafrica   |
| Argento   | László Cseh  | Ungheria    |
| Bronzo    | Daiya Seto   | Giappone    |

## Programma
| Data           | Ora (UTC+2) | Turno      |
| -------------- | ----------- | ---------- |
| 25 luglio 2017 | 10:12       | Batterie   |
| 25 luglio 2017 | 19:04       | Semifinali |
| 26 luglio 2017 | 18:01       | Finale     |

## Record
Prima della manifestazione il record del mondo e il record dei campionati erano i seguenti.
| Record mondiale       | 1'51"51 | Michael Phelps Stati Uniti | 29 luglio 2009 Roma, Italia |
| Record dei campionati | 1'51"51 | Michael Phelps Stati Uniti | 29 luglio 2009 Roma, Italia |

Nel corso della competizione non sono stati migliorati.

## Risultati

### Batterie
| Posizione | Batteria | Corsia | Atleta                | Nazionalità              | Tempo   | Note |
| --------- | -------- | ------ | --------------------- | ------------------------ | ------- | ---- |
| 1         | 5        | 4      | László Cseh           | Ungheria                 | 1'54"08 | Q    |
| 2         | 4        | 5      | Daiya Seto            | Giappone                 | 1'54"89 | Q    |
| 3         | 5        | 6      | Viktor B Bromer       | Danimarca                | 1'55"13 | Q    |
| 4         | 4        | 8      | Antani Ivanov         | Bulgaria                 | 1'55"55 | Q    |
| 5         | 5        | 5      | Chad le Clos          | Sudafrica                | 1'55"90 | Q    |
| 6         | 4        | 4      | Masato Sakai          | Giappone                 | 1'55"94 | Q    |
| 7         | 3        | 4      | Tamás Kenderesi       | Ungheria                 | 1'55"96 | Q    |
| 8         | 3        | 5      | Jack Conger           | Stati Uniti              | 1'56"00 | Q    |
| 9         | 4        | 7      | Daniil Pakhomov       | Russia                   | 1'56"07 | Q    |
| 10        | 4        | 2      | Jan Świtkowski        | Polonia                  | 1'56"20 | Q    |
| 11        | 5        | 3      | Pace Talmadge Clark   | Stati Uniti              | 1'56"23 | Q    |
| 12        | 4        | 6      | Giacomo Carini        | Italia                   | 1'56"52 | Q    |
| 13        | 3        | 6      | David Morgan          | Australia                | 1'56"57 | Q    |
| 14        | 3        | 7      | Jonathan Gómez        | Colombia                 | 1'56"60 | Q    |
| 15        | 5        | 2      | Grant Irvine          | Australia                | 1'56"61 | Q    |
| 16        | 4        | 3      | Leonardo de Deus      | Brasile                  | 1'56"71 | Q    |
| 17        | 5        | 7      | Louis Croenen         | Belgio                   | 1'56"75 |      |
| 18        | 3        | 2      | Quah Zheng Wen        | Singapore                | 1'56"76 |      |
| 19        | 4        | 1      | Marcos Lavado         | Venezuela                | 1'57"37 |      |
| 20        | 3        | 8      | Nils Liess            | Svizzera                 | 1'57"96 |      |
| 21        | 3        | 3      | Li Zhuhao             | Cina                     | 1'58"63 |      |
| 22        | 5        | 8      | Wang Zhou             | Cina                     | 1'58"88 |      |
| 23        | 3        | 1      | Miguel Nascimento     | Portogallo               | 1'59"02 |      |
| 24        | 5        | 1      | Stefanos Dimitriadis  | Grecia                   | 1'59"07 |      |
| 25        | 5        | 9      | Patrick Stäber        | Austria                  | 1'59"10 |      |
| 26        | 3        | 0      | Joan Lluís Pons Ramon | Spagna                   | 1'59"41 |      |
| 27        | 3        | 9      | Etay Gurevich         | Israele                  | 1'59"87 |      |
| 28        | 5        | 0      | Brendan Hyland        | Irlanda                  | 1'59"91 |      |
| 29        | 2        | 2      | Bradlee Ashby         | Nuova Zelanda            | 2'00"53 |      |
| 30        | 2        | 4      | Sajan Prakash Prakash | India                    | 2'00"57 |      |
| 31        | 2        | 1      | Deividas Margevičius  | Lituania                 | 2'00"63 | RN   |
| 32        | 2        | 8      | Ayman Kelzi           | Siria                    | 2'01"44 |      |
| 33        | 2        | 7      | Chou Wei-liang        | Taipei cinese            | 2'01"49 |      |
| 34        | 4        | 0      | Tomáš Havránek        | Rep. Ceca                | 2'01"50 |      |
| 35        | 2        | 5      | Michael James Gunning | Giamaica                 | 2'01"73 |      |
| 36        | 4        | 9      | Kim Moon-kee          | Corea del Sud            | 2'02"31 |      |
| 37        | 2        | 3      | Luis Carlos Martínez  | Guatemala                | 2'03"10 |      |
| 38        | 2        | 6      | Lazaro Vergara Martin | Cuba                     | 2'03"19 |      |
| 39        | 1        | 3      | Nguyễn Ngọc Huỳnh     | Vietnam                  | 2'03"57 |      |
| 40        | 1        | 4      | Rami Anis             | Atleti Indipendenti FINA | 2'06"02 |      |
| 41        | 2        | 9      | Matthew Lowe          | Bahamas                  | 2'06"29 |      |
| 42        | 1        | 6      | Mikhail Umnov         | Malta                    | 2'06"45 |      |
| 43        | 2        | 0      | Jeerakit Soammanus    | Thailandia               | 2'07"30 |      |
| 44        | 1        | 5      | Duran Alfonso         | Honduras                 | 2'12"21 |      |

### Semifinali
| Posizione | Semifinale | Corsia | Atleta              | Nazionalità | Tempo   | Note |
| --------- | ---------- | ------ | ------------------- | ----------- | ------- | ---- |
| 1         | 1          | 4      | Daiya Seto          | Giappone    | 1'54"03 | Q    |
| 2         | 2          | 4      | László Cseh         | Ungheria    | 1'54"22 | Q    |
| 3         | 2          | 6      | Tamás Kenderesi     | Ungheria    | 1'54"98 | Q    |
| 4         | 2          | 3      | Chad le Clos        | Sudafrica   | 1'55"09 | Q    |
| 5         | 1          | 6      | Jack Conger         | Stati Uniti | 1'55"30 | Q    |
| 6         | 2          | 5      | Viktor B Bromer     | Danimarca   | 1'55"39 | Q    |
| 7         | 1          | 3      | Masato Sakai        | Giappone    | 1'55"57 | Q    |
| 8         | 1          | 5      | Antani Ivanov       | Bulgaria    | 1:55.58 | Q    |
| 9         | 2          | 7      | Pace Talmadge Clark | Stati Uniti | 1'55"82 |      |
| 10        | 2          | 2      | Daniil Pakhomov     | Russia      | 1'55"84 |      |
| 10        | 1          | 2      | Jan Świtkowski      | Polonia     | 1:55.84 |      |
| 12        | 2          | 8      | Grant Irvine        | Australia   | 1'56"33 |      |
| 13        | 1          | 7      | Giacomo Carini      | Italia      | 1'56"59 |      |
| 14        | 1          | 8      | Leonardo de Deus    | Brasile     | 1'56"85 |      |
| 15        | 1          | 1      | Jonathan Gómez      | Colombia    | 1'57"60 |      |
| 16        | 2          | 1      | David Morgan        | Australia   | 1'57"66 |      |

### Finale
| Posizione | Corsia | Atleta          | Nazionalità | Tempo   | Note |
| --------- | ------ | --------------- | ----------- | ------- | ---- |
|           | 6      | Chad le Clos    | Sudafrica   | 1'53"33 |      |
|           | 5      | László Cseh     | Ungheria    | 1'53"72 |      |
|           | 4      | Daiya Seto      | Giappone    | 1'54"21 |      |
| 4         | 3      | Tamás Kenderesi | Ungheria    | 1'54"73 |      |
| 5         | 2      | Jack Conger     | Stati Uniti | 1'54"88 |      |
| 6         | 1      | Masato Sakai    | Giappone    | 1'55"04 |      |
| 7         | 7      | Viktor B Bromer | Danimarca   | 1'55"30 |      |
| 8         | 8      | Antani Ivanov   | Bulgaria    | 1'55"98 |      |